# ستلزر (پنسیلوانیا)
ستلزر (به انگلیسی: Seltzer) یک منطقهٔ مسکونی در ایالات متحده آمریکا است که در شهرستان سچویلکیلل، پنسیلوانیا واقع شده‌است. ستلزر ۰٫۲ کیلومتر مربع مساحت و ۳۰۷ نفر جمعیت دارد.